# Monumento agli ex internati

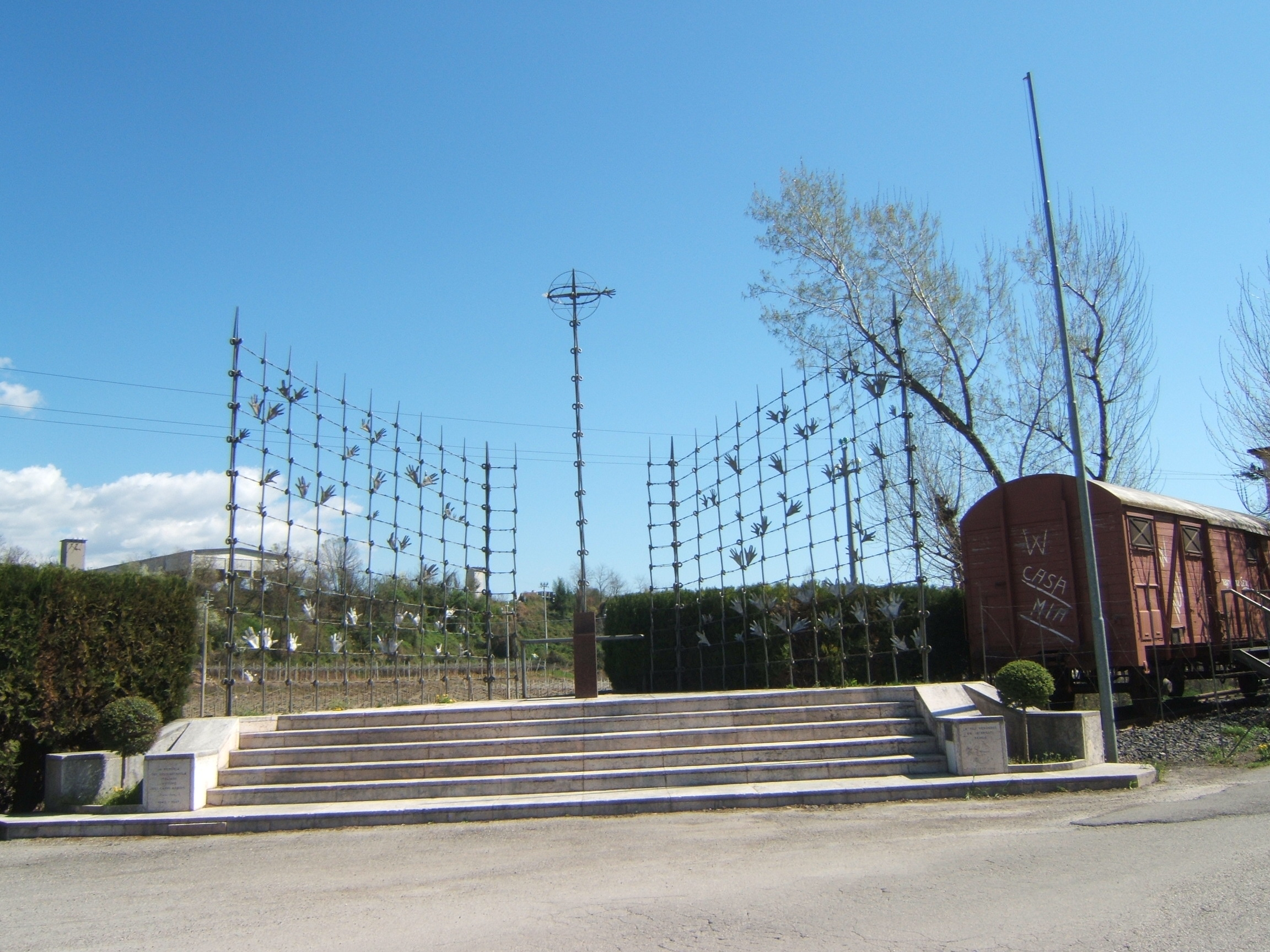
Visione d'insieme del monumento agli ex internati di Pescantina

Il Monumento agli ex internati dei lager nazisti è situato nella frazione di Balconi nel comune di Pescantina, in provincia di Verona.
Si trova accanto alla locale stazione ferroviaria dismessa, lungo la ferrovia del Brennero, ove dall'estate del 1945 fino al 1947 sostarono in arrivo dal Nord le tradotte che riportavano in Italia migliaia di internati militari, di deportati civili e lavoratori sfuggiti alla morte in Germania, i quali una volta scesi ricevevano dalle volontarie e dai volontari organizzati dal Comando Alleato insieme con la Croce Rossa italiana e l'Opera pontificia di assistenza e soccorso.

## Descrizione
Il monumento è composto di una scala in pietra di cinque gradini, che con un effetto scenografico avvicina progressivamente il visitatore all'intreccio di filo spinato e mani imploranti che chiudono lo sguardo sia sul lato destro sia su quello sinistro del monumento.
Al centro dello stesso è collocata un'alta croce, anch'essa in filo spinato, conficcata in un basamento in marmo rosso di Verona che riporta l'iscrizione: “Qui dove giungete, o fratelli di noi Caduti ritorna soltanto il ricordo, ma non si muore invano per amore della giustizia..”
La croce che culmina a sua volta da un lato con una mano implorante che si apre verso il cielo è avvolta da un cerchio di ferro all'interno del quale s'intravede la stella di David, simbolo degli ebrei. Sul lato sinistro, ai piedi della scalinata, un cippo riporta la seguente iscrizione: “In memoria dei cinquantamila italiani vittime dei campi nazisti. 1943-1945”.
A fianco del monumento è stato collocato un vagone ferroviario contenente fotografie e documenti relativi al rientro in Italia dei deportati dopo la prigionia nei lager.

## Storia
L'opera fu ideata dall'architetto Mirko Vucetich e realizzata sotto la direzione del vicepresidente dell'ANEI (Associazione nazionale ex internati) ingegner Enea Ronca nel 1966 a testimonianza degli avvenimenti della seconda guerra mondiale e dedicato ai caduti nei campi nazisti, come evidenzia l'iscrizione posta al centro del monumento. L'inaugurazione del monumento è avvenuta domenica 25 settembre del 1966 alla presenza di autorità e migliaia di ex deportati.
Venne scelto come luogo per la sua collocazione la stazione di Balconi di Pescantina dove già a partire dall'8 settembre del 1943 passavano le tradotte dirette verso i campi di concentramento militare e civile in Germania.
Alla fine del conflitto, Pescantina e in particolare Balconi ebbero un ruolo di primo piano dovuto al fatto che sia la stazione ferroviaria di Verona Porta Nuova così come il ponte ferroviario di Parona di Valpolicella erano stati resi impraticabili dai bombardamenti alleati.
La stazione di Balconi divenne così il luogo in cui i convogli ferroviari che ritornavano in Italia erano costretti a fermarsi. Qui gli ex internati, che non erano ancora giunti a destinazione, una volta scesi proseguivano il loro viaggio con camion o mezzi di fortuna.
Qui verso la fine di giugno del 1945 il Comando Alleato e italiano istituirono un Nucleo di Assistenza e chiesero alla Croce Rossa Italiana infermiere per l'assistenza sanitaria e morale degli ex internati in transito. Il campo di assistenza incominciò a funzionare dal 1º luglio 1945. Nel campo prestò aiuto un movimento volontario e gratuito in maggioranza femminile.
Dal campo transitò anche Primo Levi il 17 ottobre del 1945, come lui stesso racconta nell'ultimo capitolo del suo romanzo autobiografico La tregua: "Il 17 di ottobre ci accolse il campo di Pescantina, presso Verona, e qui ci sciogliemmo, ognuno verso la sua sorte: ma solo alla sera del giorno seguente partì un treno in direzione di Torino."
Lo scrittore Giovanni Guareschi dichiarò di aver preso spunto per il suo personaggio don Camillo da un frate benedettino che lavorava in questo campo di assistenza accogliendo i reduci dei lager.
Si calcola che il centro di assistenza abbia dato cure e ricovero a circa 700.000 cittadini italiani che rientravano dalla Germania ed è per questo motivo che il Comune di Pescantina fu insignito nell'aprile del 2007 della medaglia d'oro al merito civile per atti di abnegazione durante il secondo conflitto mondiale. Il riconoscimento venne consegnato al Sindaco dall'allora capo dello Stato Giorgio Napolitano.
Il comune di Pescantina fa parte della rete delle “Città della memoria” portato avanti dal Comune di Bolzano, che ha lo scopo di "legare città ed enti che abbiano sul proprio territorio segni di un passato storico legato alla Seconda guerra mondiale e che abbiano attivato iniziative di conservazione, tutela e valorizzazione dei luoghi ed iniziative per la trasmissione delle memorie".